# 平遥市楼
37°12′13″N 112°10′44″E / 37.20361°N 112.17889°E
平遥市楼位于山西省晋中市平遥县城中心南大街中部，1996年被列为山西省文物保护单位，2013年被列为第七批全国重点文物保护单位。
市楼始建年代不详，清康熙二十七年（1688年）重修，清代中晚期以及20世纪90年代多次修葺。市楼为三重檐木构架楼阁，高18.5米，歇山顶，黄绿琉璃瓦顶。底层面阔、进深各三间，占地133.4平方米，平面呈方形，中间南北向是通道，东西两边砖砌台基。南北两面各悬一块蓝底金字的大横匾，南向书“金井古跡”，北向书“古陶胜境”。
楼南有井，水色如金，故平遥市楼又称金井楼。
- 北面
- 北面
- 北面
- 北面
- 南面
- 南面
- 南面
- 南面
- 南面
- 南面
- 南面
- 南面